# 松浦輝夫
松浦 輝夫（まつうら てるお、1934年〈昭和9年〉 - 2015年〈平成27年〉11月6日）は、日本の登山家。大阪府大阪市出身。1970年、植村直己とともに、日本人として初めて世界最高峰エベレストの登頂に成功した。

## 経歴
大阪府大阪市出身。西野田工業高校時代はラグビー選手であったが、「山に登りたい一心で」、1953年、早稲田大学教育学部に進学し、1957年に卒業した。卒業後は大阪市西区にある実家の松浦木材に入社した。
1965年、ヒマラヤの標高8,383mのローツェ・シャール峰に挑戦した早稲田大学隊に参加し、松浦は当時の日本人最高到達高度である8,180mを記録したが、食料と酸素の残量が乏しかったため、遭難者をださないことを主眼として、やむなく登頂を断念した。
1970年、36歳のときに、日本山岳会エベレスト登山隊（総隊長・松方三郎、登攀隊長・大塚博美）に参加し、東南稜ルートのリーダーを務め、5月11日に当時29歳の植村直己とともに、日本人初のエベレスト登頂に成功した。この功績に対して秩父宮記念賞を受賞した。
1981年、早稲田大学K2登山隊の隊長を務め、8月7日、2隊員の西稜ルートから標高8,611mのK2初登頂を成功させた。
その後は、本格的登山から退き、本格的に家業の経営にあたるようになった。1980年代には、所有している賃貸住宅に「ハイムK2」、エベレストの標高にちなんだ「ハイム8848」という名称を付けている
1991年、屋久島に単身で移住し、本格的に陶芸に打ち込む。当地で陶芸作品を観光客に販売するなどして得た資金で、ネパールの学校へ奨学金を送る活動を行った。2001年、大阪市に戻った。
2015年2月に白血病となり、11月6日に白血病と肺炎のため死去した。81歳没、享年82。

## エピソード
- 1965年、ローツェ・シャール峰の遠征では、雪崩に遭った仲間を救出した後、残り少ない酸素、食料で頂上アタックを開始したが「山で遭難は絶対してはならない」との信念のもと、頂上まであとわずか200ｍ弱のところで撤退することを決断した[16]。
- 1970年、エベレストの第1次アタック隊に指名された際、同じくアタック隊に選ばれた植村直己に、「君はゴジュンバ・カン（チョー・オユーII峰）登頂の喜びを知っているが、おれには悔しさしかない。だから絶対にエベレストに登りたいんだ。とにかく這ってでも頂上に行こう」と決意を語った[17]。
- 1970年、日本人初のエベレスト登頂に成功した際、植村直己は、エベレストの頂上に達する直前で、先輩である松浦に道を譲り、松浦を先に頂上に立たせようとした[12][15]が、これに対して松浦は、植村と肩を組んで2人同時に頂上に立った [18][19][20]。
- エベレスト登頂を伝える新聞は、「タフで子ぼんのう」、「登山と仕事、それにマイホームをうまく使い分けるマジメ型」と松浦を評した[21][注 5]。
- エベレスト登頂後、松浦は、サポートしてくれた隊員たちに感謝したうえで、「一番喜んでくれるのは3人の子供でしょう」と話した[4]。

## 関連書籍
- 村井葵/著『幻想のヒマラヤ : ローツェ・シャール登山の記録』 冬樹社、1969年4月15日、全国書誌番号:73005271。

- 文庫本化 : 『幻想のヒマラヤ』 中央公論社〈中公文庫〉、1980年5月10日、全国書誌番号:80025718。

- 植村直己/著『青春を山に賭けて』 毎日新聞社、1971年3月、全国書誌番号:73001400。

- 文庫本化 : 文藝春秋〈文春文庫・新装版〉、2008年7月10日、ISBN 9784167178062。

- 内藤敏男[注 7]（NHK海外取材班）/著『エベレストへの道』 日本放送出版協会、1971年4月25日、全国書誌番号:73005176。
- 日本山岳会1970年エベレスト登山隊/編『1970年 エベレスト登山隊報告書』（第I部 : 登山報告、第II部 : 学術報告の2分冊） 社団法人日本山岳会、1972年3月1日、全国書誌番号:73005610。 - 『第I部 : 登山報告』に、松浦の『第1次登頂隊登頂記』と題する手記が収録されている。
- 植村直己/著『エベレストを越えて』 文藝春秋、1982年7月15日、全国書誌番号:82043559。

- 文庫本化 : 文藝春秋〈文春文庫〉、1984年12月25日、ISBN 4167178052。

- 早稲田大学K2登山隊/編『K2・8611m : 西稜初登頂の記録』 早稲田大学K2登山隊、1983年3月。
- 小松義夫[注 8]、早稲田大学K2登山隊/共著『K2に挑む』 新潮社〈とんぼの本〉、1983年10月5日、ISBN 4106019027。
- 日高町、「但馬・理想の都の祭典」日高町実行委員会/共編『植村直己冒険展作文コンクール入選作品集・松浦輝夫氏講演記録「ヒマラヤ登山から得たもの」 : 但馬・理想の都の祭典』 日高町[注 9]、1995年3月、全国書誌番号:96003915。
- AAF（Asian Architectuer Friendship）/著『ヒマラヤに学校を建てよう! : 建築家のボランティア奮闘記』 彰国社、2005年4月10日、ISBN 4395007724。[注 10]